# Nastus
Genre
Nastus est un genre de plantes monocotylédones de la famille des Poaceae, sous-famille des Bambusoideae, originaire des forêts tropicales de l'hémisphère sud, de la Réunion et Madagascar à l'Indonésie et la Nouvelle-Guinée, qui comprend environ 25 espèces.

## Taxinomie
Le genre Nastus a été décrit pour la première fois par le botaniste français, Antoine-Laurent de Jussieu, et publié le 4 août 1789 dans son Genera Plantarum (Jussieu) 34. 1789.
L'espèce-type est Nastus borbonicus J.F.Gmel.

### Étymologie
Le nom générique Nastus est la transcription d'un nom grec classique, ναστος (nastos), utilisé par le botaniste grec, Dioscoride, pour désigner un type de roseau, Cenchrus frutescens (synonyme de Phragmites australis subsp. australis). Ce nom a été appliqué à un genre tout à fait différent.

### Synonymes
Selon GRIN :
- Chloothamnus Buse
- Oreiostachys Gamble
- Stemmatospermum P. Beauv.

### Liste d'espèces
Selon World Checklist of Selected Plant Families (WCSP) (5 juin 2017) :
- Nastus ambrensis A.Camus (1953)
- Nastus aristatus A.Camus (1925)
- Nastus borbonicus J.F.Gmel. (1791)
- Nastus decaryanus A.Camus (1947)
- Nastus elatoides Widjaja (1997)
- Nastus elatus Holttum (1967)
- Nastus elegantissimus (Hassk.) Holttum (1955 publ. 1956)
- Nastus elongatus A.Camus (1925)
- Nastus emirnensis (Baker) A.Camus (1925)
- Nastus glaucus Widjaja (1997)
- Nastus holttumianus Bor (1972)
- Nastus hooglandii Holttum (1967)
- Nastus humbertianus A.Camus (1937)
- Nastus lokohoensis A.Camus, Bull. Mus. Natl. Hist. Nat., sér. 2 (1957)
- Nastus longispicula Holttum (1967)
- Nastus madagascariensis A.Camus (1925)
- Nastus manongarivensis A.Camus (1925)
- Nastus obtusus Holttum (1955 publ. 1956)
- Nastus perrieri A.Camus (1925)
- Nastus productus (Pilg.) Holttum (1955 publ. 1956)
- Nastus reholttumianus Soenarko (1977)
- Nastus rudimentifer Holttum (1967)
- Nastus schlechteri (Pilg.) Holttum (1955 publ. 1956)
- Nastus schmutzii S.Dransf. (1980)
- Nastus tsaratananensis A.Camus (1925)